# Juan Puche

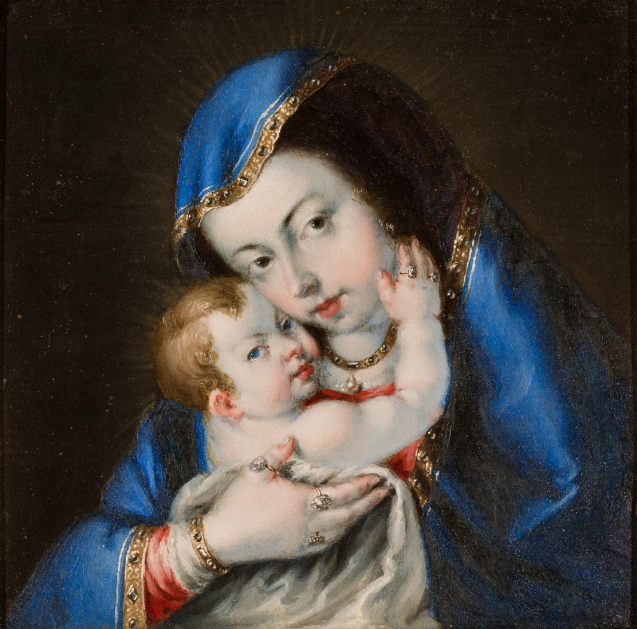
Virgen de Belén, óleo sobre cobre, 19,50 x 20 cm. Museo de Zaragoza. Firmado y fechado en el reverso.

Juan Puche (fl. 1695-1726), fue un pintor barroco español activo en Madrid, discípulo o colaborador de Antonio Palomino. 
Discípulo, según Ceán Bermúdez, de Antonio Palomino, se le encuentra documentado en Madrid en 1695 como responsable de la tasación de las pinturas de María de Pastrana y Monzón, viuda de un funcionario de la corte, diciéndose de treinta y tres años, lo que llevaría la fecha de su nacimiento a 1662 o 1663, solo siete años más joven que Palomino. Dos años después se encuentra fechada la Virgen de Belén del Museo de Zaragoza, pintada sobre cobre. En 1726 se mencionan varios cuadros de Juan Puche en la carta de dote a favor de Eugenia Tejero, todos ellos de carácter devocional y alguno citado como copia de Sassoferrato. A estas escuetas noticias cabe agregar su participación en alguna otra tasación de pinturas entre 1703 y 1715 y el reconocimiento de su firma en una Inmaculada de colección particular, fechada en 1716, de la que existe réplica en el Museo Diocesano de Vitoria, y en una pintura de gran tamaño de la Anunciación conservada en la parroquial de Fresneda de Río Tirón (Burgos), fechada en 1723, en las que se pone de manifiesto la estrecha relación del pintor con Palomino y la pintura madrileña del último cuarto del siglo XVII, como se advierte también en el mal conservado Retrato de don Antonio Mas Ferrer del Museo del Prado, fechado en 1701.